# Liste der Bodendenkmäler in Erndtebrück
Die Liste der Bodendenkmäler in Erndtebrück enthält die denkmalgeschützten unterirdischen baulichen Anlagen, Reste oberirdischer baulicher Anlagen, Zeugnisse tierischen und pflanzlichen Lebens und paläontologischen Reste auf dem Gebiet der Gemeinde Erndtebrück im Kreis Siegen-Wittgenstein in Nordrhein-Westfalen (Stand: September 2020). Diese Bodendenkmäler sind in Teil B der Denkmalliste der Gemeinde Erndtebrück eingetragen; Grundlage für die Aufnahme ist das Denkmalschutzgesetz Nordrhein-Westfalen (DSchG NRW).
| Bild | Bezeichnung                                           | Lage | Beschreibung | Bauzeit | Eingetragen seit | Denkmal- nummer |
| ---- | ----------------------------------------------------- | ---- | ------------ | ------- | ---------------- | --------------- |
|      | Siedlung und/oder Friedhof der vorrömischen Eisenzeit |      |              |         | 10.10.1990       | 1               |
|      | Siedlung der vorrömischen Eisenzeit                   |      |              |         | 10.10.1990       | 2               |
|      | Siedlung der vorrömischen Eisenzeit                   |      |              |         | 15.10.1990       | 3               |
|      | Siedlung der vorrömischen Eisenzeit                   |      |              |         | 15.10.1990       | 4               |
|      | Siedlung der vorrömischen Eisenzeit                   |      |              |         | 15.10.1990       | 5               |
|      | Siedlung der vorrömischen Eisenzeit                   |      |              |         | 16.10.1990       | 6               |
|      | Siedlung der vorrömischen Eisenzeit                   |      |              |         | 16.10.1990       | 7               |
|      | Siedlung der vorrömischen Eisenzeit                   |      |              |         | 18.10.1990       | 8               |
|      | Siedlung und/oder Friedhof der vorrömischen Eisenzeit |      |              |         | 18.10.1990       | 9               |
|      | Siedlung der vorrömischen Eisenzeit                   |      |              |         | 18.10.1990       | 10              |
|      | Wallburg Hermeskopf                                   |      |              |         | 18.10.1990       | 11              |
|      | Siedlung und/oder Friedhof der vorrömischen Eisenzeit |      |              |         | 18.10.1990       | 12              |
|      | Friedhof der vorrömischen Eisenzeit                   |      |              |         | 18.10.1990       | 13              |